# Río Trabaque
El río Trabaque es un curso de agua del interior de la península ibérica, afluente del río Escabas.

## Curso

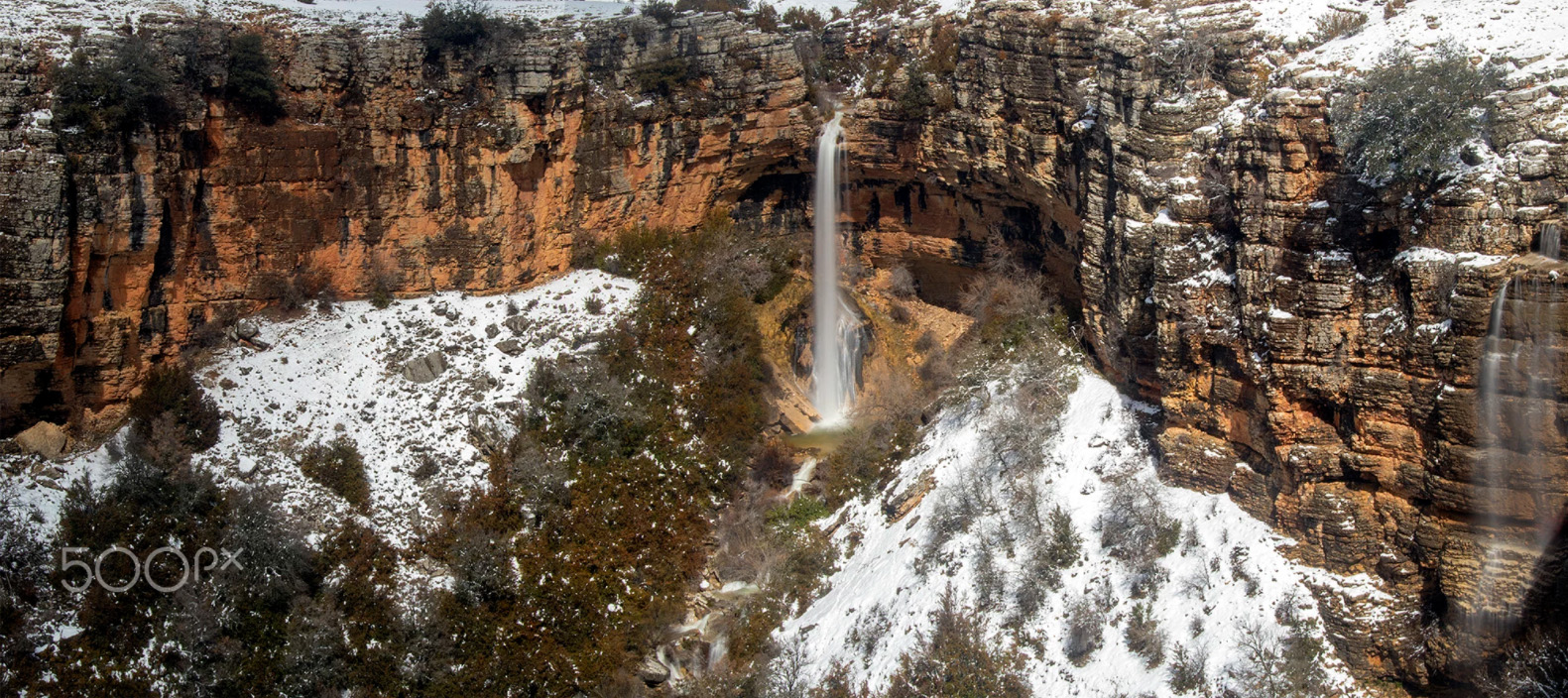
Cascada

Discurre por la provincia de Cuenca. Tiene su nacimiento en el paraje de la Dehesa de los Olmos entre el término municipal de Arcos de la Sierra y Las Majadas, en la provincia de Cuenca. Son de destacar las hermosas hoces que forma. Su caudal es más irregular que el de otros ríos de la zona, como los ríos Guadiela o Escabas, en el que desemboca, aunque todos suelen sufrir en periodo de sequía o cierto estiaje. 
Aparece descrito en el decimoquinto volumen del Diccionario geográfico-estadístico-histórico de España y sus posesiones de Ultramar de Pascual Madoz de la siguiente manera:

TRABAQUE: pequeño r. que nace en la prov. y part. jud. de Cuenca en la Sierra de Arcos, y se introduce en el part. de Priego por Castillejo de la Sierra, y recorriendo los pueblos de Rivatajada, Rivagorda, Albalate de las Nogueras, térm. de Víllaconejos y de Priego se pierde en el Escabas á 1/2 leg. de este pueblo; su curso es de mas de 6 leg. y se le incorporan las aguas de pequeños arroyos de los citados pueblos: sus aguas fertilizan como 130 fan. de tierra entre los l. de Rivagorda, Villaconejos, Albalate y Priego, pudiéndose aprovechar en mayor cantidad: es de curso perenne y solo se nota alguna disminucion en las estaciones del calor: da movimiento á 5 molinos harineros, 1 en Castillejo, 3 en Albalate y 2 mazos de batan, y otro molino en Villaconejos: existen varios puentes, pero todos insignificantes, y no obstante lo estrecho de su cauce también se vadea por Rivatajada, Rivagorda y Albalate; cria abundantes y finas truchas y algunos peces, pero los muchos cangrejos que hay, han hecho que se disminuya la pesca citada.
(Madoz, 1849, pp. 125-126)